# لطفية نظمي
لُطفيّة نظمي (6 ديسمبر 1898 - 22 فبراير 1945) ممثلة مصرية، من مواليد دمياط في 6 ديسمبر 1898، ولدت لطفية لأسرة فقيرة، وكان والدها يعمل بالصيد، تركت دمياط نازحة إلى القاهرة للبحث عن فرصة عمل، وتقدمت لوظيفة ممثلة بفرقة الفنان عزيز عيد المسرحية. بدأت لطفية مشوارها الفني في منتصف العشرينات حينما شاركت في مسرحية «علي بابا» عام 1926 مع حسين عسر، ثم شاركت في مسرحيات علي الكسار قبل مقابلة يوسف وهبي لتبدأ العمل في مسرحه. أما أول عمل سينمائي لها فكان من خلال دور ثانوي أسنده إليها علي الكسار في فيلم «خفير الدرك» عام 1936 من إخراج توجو مزراحي، وبعد ذلك قدمت مجموعة من الأفلام التي أدت فيها أدوارًا مساعدة، مثل الخادمة والسكرتيرة والزوجة. من أبرز أفلامها فيلم «عريس من إسطنبول» مع يوسف وهبي عام 1941. توفيت في 22 فبراير 1945 عن عمر يناهز 47 سنة.

## قائمة أعمالها
- مسرحية «علي بابا» بطولة حسين عسر وعباس فارس، عام 1926[7]
- فيلم «خفير الدرك» للمخرج توجو مزراحي، عام 1936[8]
- فيلم «ساعة التنفيذ» للمخرج يوسف وهبي، عام 1938[9]
- فيلم «عريس من إسطنبول» للمخرج يوسف وهبي، عام 1941[5]
- فيلم «العريس الخامس» للمخرج أحمد جلال، عام 1942[10]
- فيلم «البؤساء» للمخرج كمال سليم، عام 1943[11]
- فيلم «شهداء الغرام» للمخرج كمال سليم، عام 1944[12]
- فيلم «برلنتي» للمخرج يوسف وهبي، عام 1944[13]

## وصلات خارجية
- لطفية نظمي على موقع IMDb (الإنجليزية)
- لطفية نظمي على موقع الدهليز
- لطفية نظمي على موقع قاعدة بيانات الأفلام العربية